# Glenea leucomaculata
Glenea leucomaculata é uma espécie de escaravelho da família Cerambycidae. Foi descrita por Stephan vonBreuning .